# Amazonia Legal

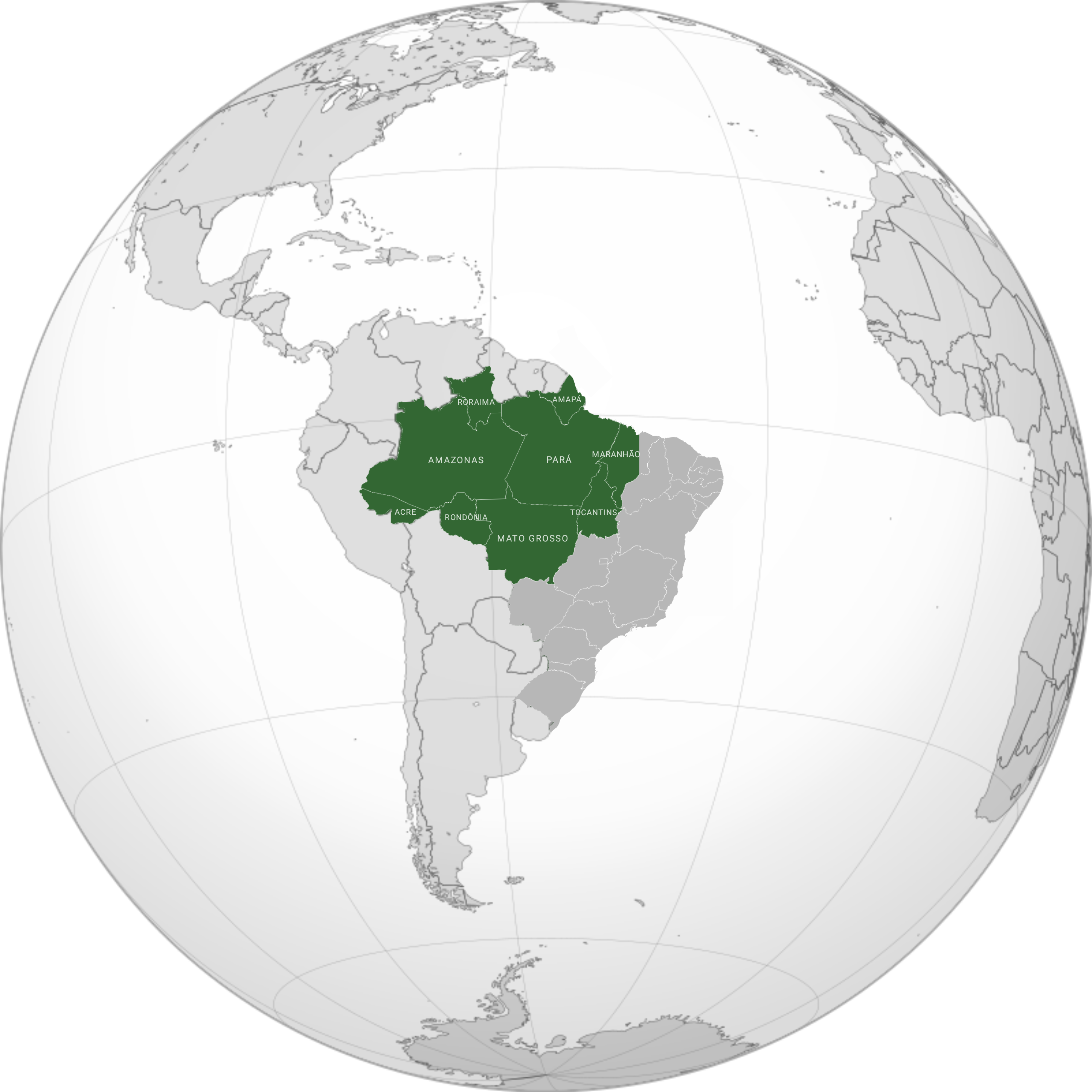
Mapa político de la Amazônia Legal.

La Amazonia Legal (en portugués: Amazônia Legal) es un área que engloba nueve estados brasileños en su totalidad y uno parcialmente, pertenecientes a la cuenca amazónica y el área de ocurrencia de las vegetaciones amazónicas. Con base en análisis estructurales, coyunturales y contemplando temperaturas comunes entre 24 y 28 grados centígrados, el gobierno brasileño reunió regiones de idénticos problemas económicos, políticos y sociales, con el objetivo de planear mejor el desarrollo social y económico de la región amazónica y para esto instituyó el concepto de Amazonia legal.
La actual área que abarca la Amazonia Legal, corresponde a la totalidad de los estados del Acre, Amapá, Amazonas, Pará, Rondônia, Roraima, Tocantins, Mato Grueso y cerca de 79% del estado del Maranhão (a oeste del meridiano de 44° de longitud oeste), perfazendo una superficie de aproximadamente 5.215.423 km² correspondiente a cerca de 61 % del territorio brasileño. Su población, es de cerca de 24 millones de personas (más o 12 % menos de la población nacional), según el censo de 2010, distribuidas en 775 municipios en los estados ya mencionados.
Además de contener 20 % del bioma cerrado, la región abriga todo el bioma Amazônia, el más extenso de los biomas brasileños, que corresponde a 1/3 de las florestas tropicales húmedas del planeta, detiene de más elevada biodiversidad, el mayor banco genético y 1/5 de la disponibilidad mundial de agua potable
En los nueve estados de la Amazônia legal residen 55,9% de la población indígena brasileña, o sea, cerca de 250 mil personas, según el Sistema de Información de la Atención a la Salud Indígena (SIASI) en abril de 2005 de la Fundación Nacional de Salud (FUNASA); comprende 24 de los 34 distritos sanitarios especiales indígenas mantenidos por la FUNASA y con una gran diversidad étnica (cerca de 80 etnias).

## Historia
La Superintendencia del Plan de Valorización Económica de la Amazonia (SPVEA) fue creada en 1948 dentro de las medidas resultantes del Plano Salte (Plan Salto Brasil) en la administración del presidente Eurico Gaspar Dutra, con la finalidad de promover el desarrollo de la producción agropecuaria y la integración de la Región a la economía nacional, pues esta parte del país estaba muy aislada y subdesarrollada.
Se entiende que la SPVEA falló porque se volvió mucho al extractivismo, dando líneas de crédito bancario direccionado casi siempre para la extracción de goma, excluyendo otras actividades, como el cultivo del yute, de la pimienta negra y no invirtió en la infraestructura social y vial de la región.
En 1966, en el gobierno Castelo Branco, la SPVEA fue sustituida por la Superintendencia del Desarrollo de la Amazonia (SUDAM). Este órgano fue creado para también dinamizar la economía amazónica. Además de coordinar y supervisar, otras veces aún elaborar y ejecutar, programas y planes de otros órganos federales. La SUDAM creó incentivos fiscales y financieros especiales para atraer inversores privados, nacionales e internacionales.
En 1967, con la idea de desarrollar la Región Norte, fue creada la Zona Franca de Manaus, un área de libre comercio con exención fiscal, que hasta hoy perdura.
En 24 de agosto de 2001, el presidente Fernando Henrique Cardoso, en la medida provisional n.º 2.157-5, creó la Agencia de Desarrollo de la Amazonia (ADA) y extinguió la SUDAM. Esta decisión fue tomada después de varias críticas en cuanto a la eficiencia de esta autarquía federal, pasando a ser la responsable por la gestión de los programas relativos a la Amazonia Legal.
La Superintendencia del Desarrollo de la Amazonia (SUDAM), Autarquía Federal, vinculada al Ministerio de la Integración Nacional, fue creada por la Ley Complementaria N°124, de 3 de enero de 2007, en sustitución a la Agencia de Desarrollo de la Amazonia (ADA). El Decreto N.º 6.218, de 4 de octubre de 2007, aprobó la Estructura Regimental y el Cuadro Demostrativo de los Cargos en Comisión y sus Funciones Gratificadas.

## Legislación y creación

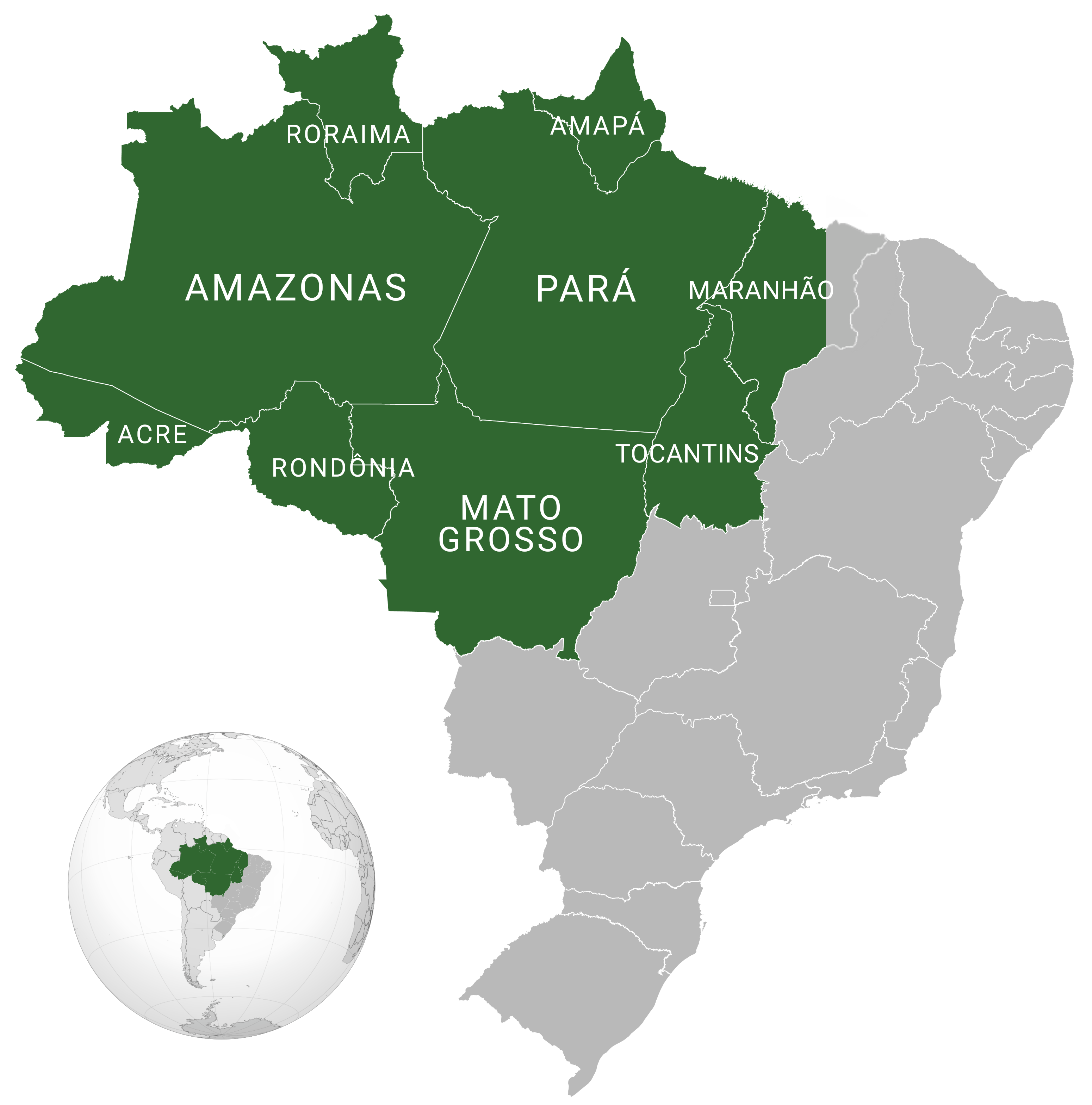
La Amazonia Legal en relación con el restante de Brasil.

De esta fotma la Amazônia brasileña pasó a ser llamada de amazônia legal, fruto de un concepto político y no de un imperativo geográfico. Fue la necesidad del gobierno de planear y promover el desarrollo de la región. Cuenta con una superficie de aproximadamente 5.217.423 km² correspondiente a cerca de 61% del territorio brasileño. La región amazónica fue definida, por lo tanto, por la ley, independientemente de su área pertenecería a la cuenca hidrográfica, si su ecosistema sería de selva húmeda tropical o cualquiera otro criterio semejante.
En 9 de octubre de 1953, por el decreto 35600, es aprobado la normativa del Plan de Valorización Económica de la Amazonia. En 1966, por la Ley 5.173 de 27 de octubre de 1966 (extinción de la SPVEA y creación de la SUDAM) el concepto de Amazonia legal es reinventado para fines de planificación.
En 11 de octubre de 1977, la ley complementaria n.º 31, crea el estado del Mato Grosso del Sur y, en consecuencia, el límite establecido por el paralelo 16.º es extinto. Todo el estado del Mato Grosso pasa a formar parte de la Amazonia legal.
Con la Constitución Federal de 5 de octubre de 1988 es creado el estado del Tocantins y los territorios federales de Roraima y del Amapá son transformados en estados federados. (Disposiciones transitorias, artículos 13 y 14). De esta forma el paralelo que dividía el antiguo estado de Goiás que limitaba el área de la Amazônia legal, fue sustituido por los límites políticos entre Goiás y Tocantins.

## Emisoras de TV
El Gobierno Federal permitió que las retransmissoras de TVs existentes en la región se transformaran en Microgeneradoras (Brasil), en concesiones otorgadas entre 1975 a 1977, 1986 a 1987 y 1995 a 1996, muchas de las veces hechas por cuenta de las elecciones importantes, lo que generó polémicas, especialmente en el periodo a las vísperas de la aprobación de la Constitución de 1988 y de la aprobación de la enmienda constitucional que permite la reelección de cargos de alcaldes, gobernador y presidente de la República en 1997.